# Ceratopsidae
I ceratopsidi (Ceratopsidae) sono una famiglia di dinosauri dell'ordine degli ornitischi. I loro resti si rinvengono esclusivamente in terreni del Cretaceo superiore (tra 80 e 65 milioni di anni fa) nei terreni dell'America settentrionale, anche se recentemente un Ceratopsidae è stato scoperto in Cina (Sinoceratops). Più volte (sia per resti ossei che per orme) si è ipotizzata la presenza di ceratopsidi in Sud America, senza però mai avere alcun tipo di conferma.

## Caratteristiche
La parola stessa "Ceratopsidae" descrive la loro principale caratteristica: dal greco "cheras - cheratos" (corno) e "ops" (volto), quindi letteralmente "faccia cornuta". La caratteristica principale di questi animali infatti era la presenza di corna sulla testa e sul muso, che a seconda della specie potevano essere una, due o tre. I ceratopsidi erano erbivori, e per lo più di grosse dimensioni. File di denti taglienti erano disposti nella parte posteriore delle mascelle, mentre quella anteriore era costituita da un voluminoso becco simile, come forma, a quello odierno dei pappagalli. Una sorta di "collare" osseo, spesso parzialmente protruso sopra il collo, inoltre, era situato nella regione posteriore del cranio.

## Classificazione

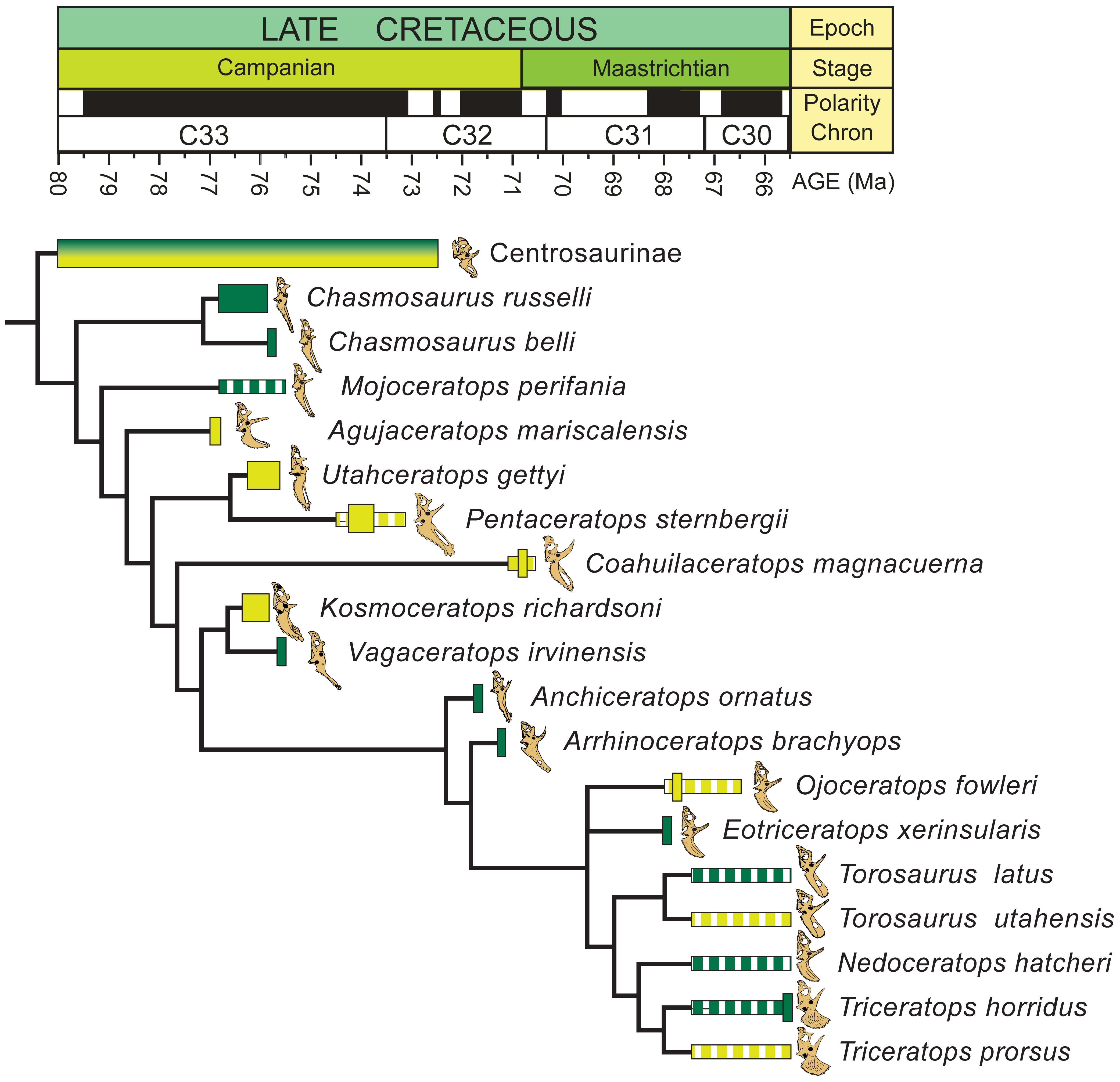
Relazioni filogenetiche tra le specie

Vi sono due principali gruppi di ceratopsidi, classificati in base alle dimensioni e alla forma di collari e corna. I centrosaurini (Centrosaurinae) possedevano generalmente corni nasali ben sviluppati o rigonfiamenti ossei; il collare era relativamente corto e di forma vagamente rettangolare e dotato di elaborati aculei lungo il bordo. I casmosaurini (Chasmosaurinae), altrimenti noti come ceratopsini (Ceratopsinae) erano invece caratterizzati da lunghi collari triangolari e da corna sopraorbitali particolarmente sviluppate.

## Probabile comportamento

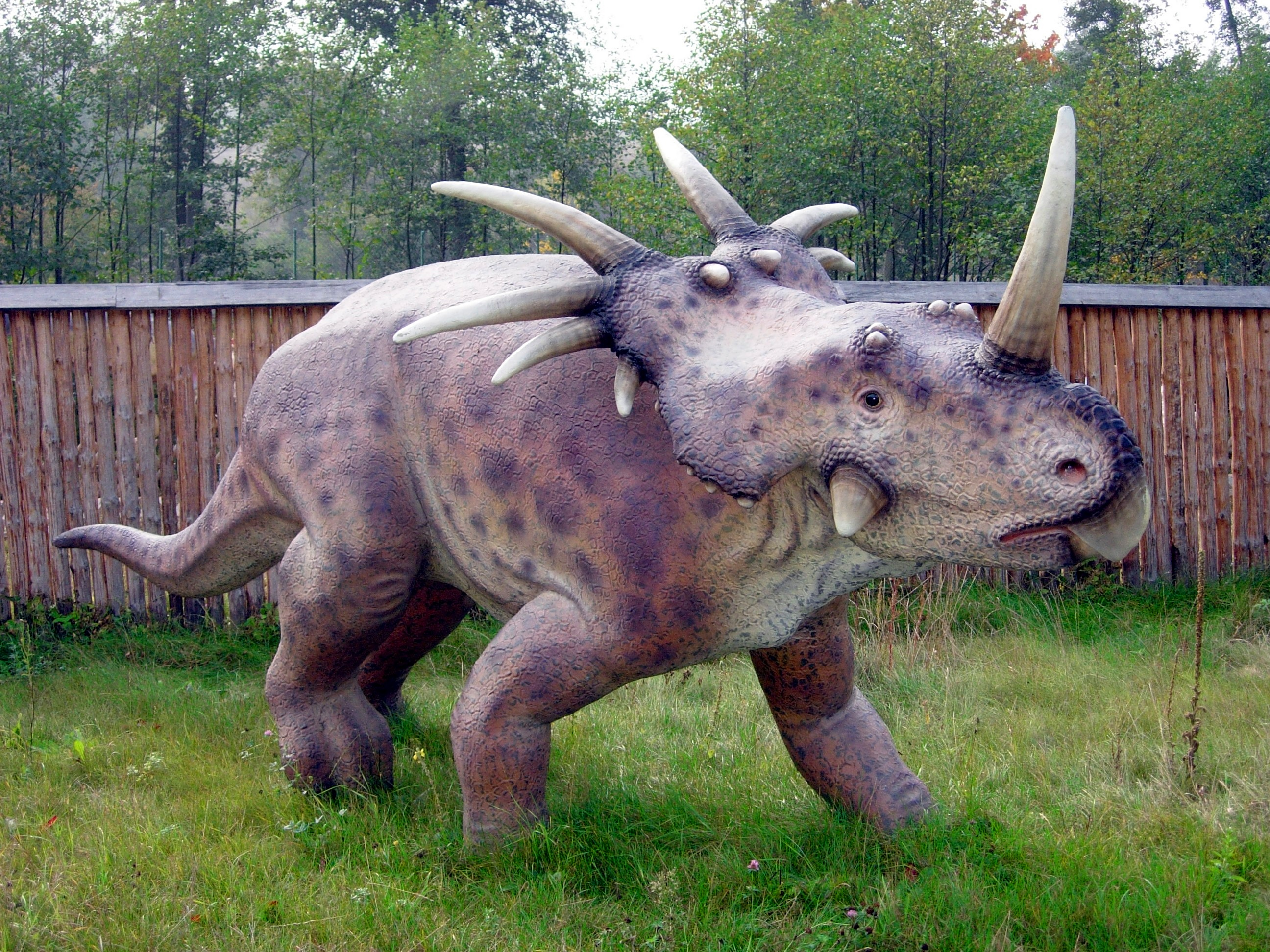
Ricostruzione museale di Styracosaurus

Le strutture sopra descritte mostrano una notevole varietà tra le varie specie, ma il loro utilizzo non è del tutto chiaro. È probabile che venissero usate nella difesa contro i predatori (come i tirannosauridi), ma i collari di molte specie (ad es. Chasmosaurus) sembrano essere stati piuttosto fragili. È più probabile che queste straordinarie gorgiere fossero state caratteristiche sessuali secondarie, simili a quelle dei moderni ungulati, e venissero utilizzate nelle esibizioni o nei combattimenti rituali intraspecifici. Le massicce protuberanze sui crani di forme come Pachyrhinosaurus e Achelousaurus, inoltre, richiamano le strutture che formano la base delle corna dell'attuale bue muschiato, e si può ipotizzare quindi che questi dinosauri ingaggiassero duelli testa contro testa, come nel caso dei bovidi odierni.
Sembra che almeno i centrosaurini fossero stati animali gregari: ciò sarebbe dimostrato da ritrovamenti di veri e propri "letti d'ossa" contenenti un gran numero di esemplari con pochissime altre specie presenti.

## Tassonomia

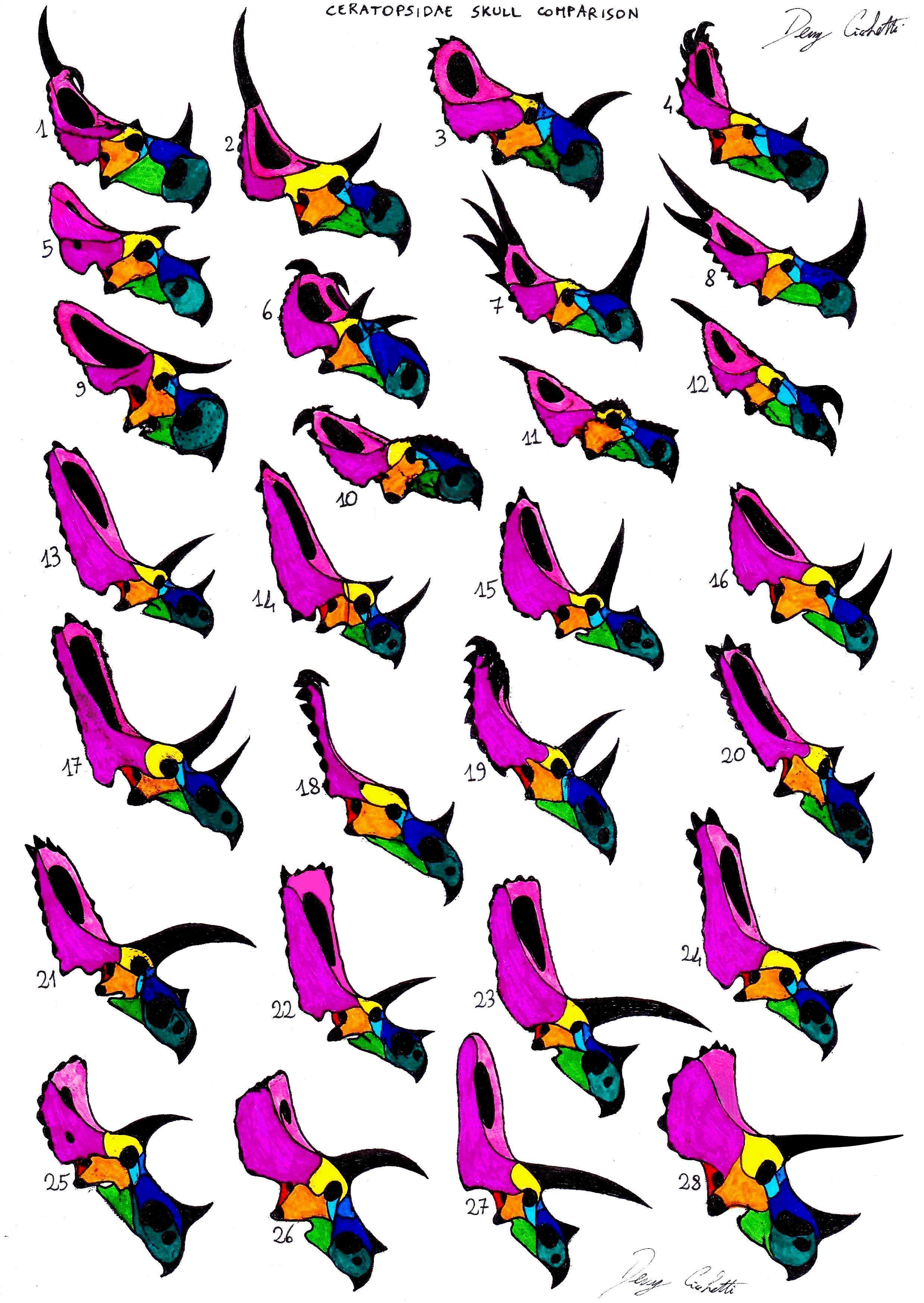
Comparazione dei crani di alcuni ceratopsidi dai Centrosaurini ai Ceratopsini

Il clade ceratopsidae è stato definito da Paul Sereno, nel 1998, come il gruppo che comprende l'ultimo antenato comune di Pachyrhinosaurus e Triceratops e tutti i loro discendenti. Nel 2004, è stato da Peter Dodson a definire il clade in modo da includere Triceratops, Centrosaurus, e tutti i discendenti del loro più recente antenato comune.
- Famiglia Ceratopsidae
  - Sottofamiglia Centrosaurinae
    - Albertaceratops - (Alberta, Canada & ?Montana, USA)
    - Brachyceratops - (Montana, USA & Alberta, Canada)
    - Diabloceratops - (Utah, USA)
    - Machairoceratops - (Utah, USA)
    - Monoclonius - (Montana, USA & Alberta, Canada)
    - Xenoceratops -  (Alberta, Canada)
    - Clade Centrosaurini
      - Centrosaurus - (Alberta, Canada)
      - Coronosaurus - (Alberta, Canada)
      - Rubeosaurus - (Montana, USA)
      - Spinops - (Alberta, Canada)
      - Styracosaurus - (Alberta, Canada & Montana, USA)

    - Clade Pachyrhinosaurini
      - Achelousaurus - (Montana, USA)
      - Einiosaurus - (Montana, USA)
      - Pachyrhinosaurus- (Alberta, Canada & Alaska, USA)
      - Sinoceratops - (Shandong, China)

    - Clade Nasutoceratopsini
      - Avaceratops - (Montana, USA)
      - Nasutoceratops - (Utah, USA)
      - Yehuecauhceratops - (Coahuila, Mexico)

  - Sottofamiglia Ceratopsinae
    - Ceratops - (Montana, USA & Alberta, Canada)

  - Sottofamiglia Chasmosaurinae
    - Agathaumas - (Wyoming, USA)
    - Agujaceratops - (Texas, USA)
    - Anchiceratops  - (Alberta, Canada)
    - Arrhinoceratops  - (Alberta, Canada)
    - Chasmosaurus - (Alberta, Canada)
    - Coahuilaceratops - (Coahuila, Mexico)
    -  ? Dysganus - (Montana, USA)
    - Judiceratops - (Montana, USA)
    - Kosmoceratops - (Utah, USA)
    - Medusaceratops - (Montana, USA)
    - Mojoceratops - (Alberta & Saskatchewan, Canada)
    - Pentaceratops - (New Mexico, USA)
    -  ? Polyonax - (Colorado, USA)
    - Spiclypeus - (Montana, USA)
    - Utahceratops - (Utah, USA)
    - Vagaceratops - (Alberta, Canada)
    - Tribù Triceratopsini
      - Eotriceratops - (Alberta, Canada)
      - Nedoceratops - (Wyoming, USA)
      - Ojoceratops - (Nuovo Messico, USA)
      - Regaliceratops - (Alberta, Canada)
      - Tatankaceratops - (Dakota del Sud, USA)
      - Titanoceratops - (New Mexico, USA)
      - Torosaurus - (Wyoming, Montana, South Dakota, Dakota del Nord, & Utah, USA & Saskatchewan, Canada)
      - Triceratops - (Montana & Wyoming, USA & Saskatchewan & Alberta, Canada)